# Jonkersvaart
Jonkersvaart (en groningois : Jonkersvoart) est un village de la commune néerlandaise de Westerkwartier, situé dans la province de Groningue. 

## Géographie
Le village est situé à la limite de la Frise, à 20 km au sud-ouest de Groningue.

## Histoire
Jonkersvaart fait partie de la commune de Marum avant le 1er janvier 2019, date à laquelle celle-ci est rattachée à Westerkwartier.

## Démographie
En 2018, le village comptait 248 habitants.